# 362년

## 연호
- 동진(東晉) 승평(昇平) 6년 / 융화(隆和) 원년
- 전량(前凉) 승평(昇平) 6년
- 전연(前燕) 건희(建熙) 3년
- 전진(前秦) 감로(甘露) 4년
- 대(代) 건국(建國) 25년

## 기년
- 동진(東晉) 애제(哀帝) 원년
- 신라(新羅) 내물 마립간(奈勿麻立干) 7년
- 고구려(高句麗) 고국원왕(故國原王) 32년
- 백제(百濟) 근초고왕(近肖古王) 17년

## 사건
- 2월 4일 - 율리아누스 황제가 종교의 자유를 인정하는 포고령 발표
- 6월 16일 - 율리아누스 황제가 학교에 관한 포고령 발표 - 그리스도인 교사의 학생 교습을 금지